# Annihilus
Annihilus is een kosmische superschurk uit de comics van Marvel Comics. Hij werd bedacht door Stan Lee en Jack Kirby en verscheen voor het eerst in Fantastic Four Annual #6 in november 1968. Annihilus is bovennatuurlijk sterk, snel, bestendig en wendbaar. Hij kan met hoge snelheid vliegen, is bestand tegen extreme temperaturen, vrijwel alle vormen van geweld en kan ademen in de ruimte. Annihilus is de bezitter van de Cosmic Control Rod. Dit geeft hem het vermogen om kosmische energie te gebruiken om materie naar zijn wil te buigen, zijn veroudering te vertragen en energiestoten af te vuren. Het is onmogelijk om Annihilus blijvend te doden; na iedere dood wordt hij wedergeboren.

## Biografie
Annihilus is - doorgaans - de heerser over de Negative Zone, een universum bestaand uit antimaterie. Hij ontstaat op zijn thuiswereld Arthros als een gemuteerde insectoïde die voortkomt uit een spore, daar terechtgekomen aan boord van een verongelukt ruimteschip. Nadat hij dit vindt, gebruikt hij de aanwezige technologie om zijn intelligentie en lichamelijke vermogens te verhogen. Dit stelt hem vervolgens in staat om een lichaamspantser en de Cosmic Control Rod te creëren. Met zijn nieuwe vermogens maakt hij er zijn levensdoel van om werelden te veroveren en al het andere leven te vernietigen of onderdrukken.
Annihilus komt in conflict met de Fantastic Four wanneer Reed Richards een manier ontdekt om naar de Negative Zone te reizen. Hij heeft een stof genaamd Element X nodig om zijn vrouw Sue en ongeboren kind Franklin te kunnen genezen van een aandoening veroorzaakt door kosmische straling en dat komt alleen daar voor. Annihilus neemt de vier gevangen, maar ze ontsnappen met zijn Cosmic Control Rod. Het lukt Richards om hier genoeg Element X uit te putten voor hij zich gedwongen ziet het werktuig aan Annihilus te laten. Annihilus onderneemt vanaf dat moment op zijn beurt herhaaldelijk pogingen om van de Negative Zone naar de Aarde te komen.

## In andere media
Annihilus komt voor in de animatieseries Spider-Man and His Amazing Friends, Fantastic Four (1994), Fantastic Four (2006), The Super Hero Squad Show, The Avengers: Earth's Mightiest Heroes, Hulk and the Agents of S.M.A.S.H. en Ultimate Spider-Man. Hij maakt ook deel uit van de computerspellen Fantastic Four, Marvel Super Hero Squad: The Infinity Gauntlet, Marvel Super Hero Squad Online en Marvel: Contest of Champions.